# Dalibor Čutura
Dalibor Čutura (serbe : Далибор Чутура), né le 14 juin 1975 à Sombor en Yougoslavie, est un joueur international puis entraîneur serbe de handball. Il mesure 1,90 mètre et pèse 91 kilos. Il jouait au poste de demi-centre et a notamment évolue 6 saisons dans le club espagnol du JD Arrate et 7 saisons dans le club roumain du HCM/Dobrogea Constanța.

## Biographie
Son frère aîné, Davor, est également international serbe.
Le 10 juin 2012, son fils de 9 ans perd la vie de façon accidentelle.

## Palmarès
- Championnat d'Europe
  -  Médaille d'argent Championnat d'Europe 2012,  Serbie
- Jeux olympiques
  - 9e place aux Jeux olympiques de 2012 à Londres,  Royaume-Uni